# EMF (バンド)
EMF（イーエムエフ）は、イギリスのロック・バンドである。
全米1位の世界的ヒット曲「アンビリーヴァブル」（1990年）を持つ。
バンド名はニュー・オーダーのグルーピーの名称「Epsom Mad Funkers」から。
2022年4月、ニュー・アルバム『Go Go Sapiens』をリリース。

## 音楽性とファッション
イギリスの音楽は当時、ストーン・ローゼズを源流とする、伝統的なロックにハウスなどのクラブミュージックの要素を採り入れた音楽性を基調としたマッドチェスターが主流であったが、EMFはどちらかといえば ジーザス・ジョーンズのそれに近いテクノ＋ロックというやや独特のスタイルであった。また、ビルボード全米シングルチャートの1位を記録した「アンビリーヴァブル」はテクノ＋ロック＋ヒップホップという他に類の無いような音楽性だった。のちにデジタルロックと呼ばれたが、アメリカ進出が成功したのもこの斬新な音楽性がきっかけとも考えられる。歌詞は若者特有の少々反社会的なものであった。
メンバーのファッションはトラッドな普段着を身上とするマッドチェスターのバンドとは異なり、これまたジーザス・ジョーンズよろしく スケーター風だった。とはいえ、アルバム2枚目以降はジーザス・ジョーンズ以上に よりハードなメタル風なギターサウンドを増やし、ポップなメロディを排してダークな独自色を強めて行った。

## メンバー

### 最新のメンバー
- ジェイムズ・アットキン (James Atkin) - ボーカル、ギター
- イアン・デンチ (Ian Dench) - ギター、キーボード
- スティーヴィー・マーシュ (Stevey Marsh) - ベース
- エイドリアン・トッド (Adrian Todd) - ドラム[1][2]
- デリー・ブラウンソン (Derry Brownson) - キーボード、サンプル

### 旧メンバー
- ザック・フォーリー (Zac Foley) - ベース ※2002年死去
- DJミルフ (DJ Milf) - DJ ※オリジナル・メンバー
- ジャック・スティーヴンス (Jack Stephens) - ドラム[3]
- ティム・スティーヴンス (Tim Stephens) - ギター[4]
- マーク・デクロード (Mark Decloedt) - ドラム[5]
- リチャード・マーチ (Richard March) - ベース

## ディスコグラフィ

### スタジオ・アルバム
- 『シューベルト・ディップ』 - Schubert Dip (1991年)
- 『スティグマ』 - Stigma (1992年)
- 『チャ・チャ・チャ』 - Cha Cha Cha (1995年)
- Go Go Sapiens (2022年)
- The Beauty and the Chaos (2024年)

### EP
- 『アンエクスプレインドEP』 - Unexplained EP (1992年)

### コンピレーション・アルバム
- 『ベスト・シングルス・リミクシーズ』 - Remixes & Collaborations (1993年)
- 『ザ・ヴェリイ・ベスト・オブ・EMF』 - The Very Best Of EMF (1998年)
- 『ザ・ベスト・オブ・EMF』 - Epsom Mad Funkers: The Best Of EMF (2001年)
- From Us to You (2020年)